# Run (canción de Lighthouse Family)
«Run» es un sencillo del grupo Lighthouse Family publicado como el segundo del tercer álbum Whatever Gets You Through the Day. La canción está producida por Kevin Bacon y Jonhatan Quarmby. Fue publicada en marzo de 2002 y alcanzó el top 30 en el Reino Unido al igual que el 80 en Austria y Suiza.

## Listado de pistas y formatos
| #               | Título                               | Duración |
| --------------- | ------------------------------------ | -------- |
| UK CD single #1 |                                      |          |
| 1.              | "Run" (Radio Edit)                   | 3:40     |
| 2.              | "Run" (Dusted Vocal Mix)             | 4:44     |
| 3.              | "Run" (Ernest Saint Laurent Mix)     | 6:25     |
| 4.              | "Run" (Phunk Investigation Club Mix) | 8:08     |
| 5.              | "Run" (Agent Sumo Mix)               | 9:20     |

| #               | Título                        | Duración |
| --------------- | ----------------------------- | -------- |
| UK CD single #2 |                               |          |
| 1.              | "Run" (Radio Edit)            | 3:40     |
| 2.              | "Run" (D'Influence Vocal Mix) |          |
| 3.              | "Wish" (Acoustic Version)     |          |
| 4.              | "Run" (Music Video)           |          |

## Posicionamiento
| Lista (2002)              | Posición |
| ------------------------- | -------- |
| UK Singles Chart          | 30       |
| Switzerland Singles Chart | 71       |
| Austria Singles Chart     | 75       |